# 尔萨·白掌柜的
尔萨·白掌柜的（俄語：Эрса Быйжонгуйди，1920年8月16日—1998年），另译尔撒·白掌柜的，哈萨克斯坦东干族诗人、作家。

## 生平
尔萨·白掌柜的，1920年8月16日出生在哈萨克斯坦营盘村，9岁入学。1932年，母亲去世；1933年，父亲和两个兄弟也相继去世。随后他前往阿拉木图的师范学院学习。学成后回村任小学老师，教授东干语和文学。1940年入伍，于1941年参加第二次世界大战，战争结束后又回到营盘村，先在政府工作，后又回到学校，执教长达34年。1957年，《十月的旗》报纸创办后白掌柜的在该报社工作。

## 作品
他的第一部作品《围裙》是在亚瑟儿·十娃子的指导下完成的。1977年，他发表了作品《公道》；1982年，发表了作品《遇面》；1999年，出版了儿童故事集《望想》；2008年，出版了诗歌小说集《指望》。